# Puntila (opera)

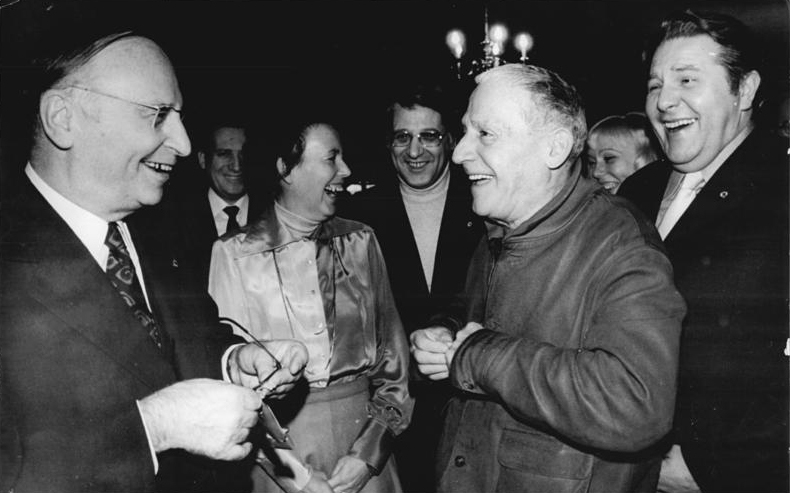
Paul Dessau (fjärde från vänster)

Puntila är en tysk opera i 13 scener med musik av Paul Dessau och libretto av Peter Palitzsch och Manfred Wekwerth efter pjäsen Herr Puntila och hans dräng Matti av Bertolt Brecht (1940).

## Historia
Medan operan Die Verurteilung des Lukullus var komponerad i direkt samarbete med Brecht, påbörjades arbetet med  Puntila inte förrän efter Brechts död 1956. Dessuas librettister förkortade originaltexten medan de förhöll sig troget till dess struktur. Musiken är skriven för stor orkester (inklusive gitarr, dragspel och preparerat piano) i en rad olika musikstilar. Puntila och hans kapitalistgelikar återges med tolvtonsmusik medan en mer populär tonsfär används för de enklare människorna, Matti, bönderna och tjänarna. Dessa båda kontrasterande element förenas med en skör, klar deklamering och ett medvetet svulstigt, rytmiskt språk, vilket kan anses vara Dessaus kännemärke. Operan hade premiär den 15 november 1966 på Staatsoper i Berlin.

## Personer
- Johannes Puntila, en bonde (Bas)
- Matti Altonen, hans chaufför (Baryton)
- Fredrick, en advokat (Tenor)
- Tre fyllon (Talroller)
- Den trötte kyparen (Talroll)
- En tjänare (Talroll)
- Emma, smugglerska (Alt)
- Apotekarflickan (Mezzosopran)
- Lisu, koflickan (Sopran)
- Sandra, telefonisten (Sopran)
- Bonde nr 1 (Bas)
- Arbetare nr 1 (Tenor)
- Köpman (Tenor)
- Bibelius, en bonde (Tenor)
- Arbetare nr 2 (Bas)
- Arbetare nr 3 (Bas)
- Bonde nr 2 (Bas)
- Bonde nr 3 (Tenor)
- Arbetare nr 4 (Bas)
- Skurken (Tenor)
- Den puckelryggige (Talroll)
- Servitrisen (Talroll)
- En grovarbetare (Tenor)
- En slaktare (Talroll)
- Fina, servitris (Mezzosopran)
- Laina, kock (Alt)
- En grovarbetare (Talroll)
- Eva, Puntilas dotter (Sopran)
- En annan grovarbetare (Talroll)
- Eino, attaché (Tenor)
- Militärpolisen (Tenor)

## Handling
Finland, första hälften av 1900-talet.
Puntila är en välbärgad men tyrannisk landägare som beter sig anständigt endast när han är berusad. Han är på jakt efter en hemgift till sin dotter Eva men står inför ett dilemma: ska han sälja sin dyrbara skog eller gifta sig med den rika men fula änkan Frau Klinkmann (i operan förekommer hon aldrig på scen). När Puntila är nykter beslutar han sig för att gifta bort dottern med Frau Klinkmanns korkade brorson Eino, men när han är berusad på nytt kokar han ihop en vild plan att gifta bort henne med sin chaufför Matti. Eva flyr och Puntila beslutar sig för att göra sig av med all alkohol (genom att dricka upp den). Åter igen övermannas han av godhjärtade tankar och gör sig av med den olycklige Eino och kallar samman bröllopsgästerna. Denna gång inväntar inte Matti sin husbondes tillnyktring och ger sig av i alla hast: klassmedvetenhet är ett permanent tillstånd, medan däremot berusning går över.